# Frisilia chinensis
Frisilia chinensis är en fjärilsart som beskrevs av Lancelot A. Gozmany 1978. Frisilia chinensis ingår i släktet Frisilia och familjen Lecithoceridae. Inga underarter finns listade i Catalogue of Life.